# Ochyrocera arietina
Ochyrocera arietina är en spindelart som beskrevs av Simon 1891. Ochyrocera arietina ingår i släktet Ochyrocera och familjen Ochyroceratidae. Inga underarter finns listade i Catalogue of Life.